# Камильяно
Камильяно (итал. Camigliano) — коммуна в Италии, располагается в регионе Кампания, в провинции Казерта.
Население составляет 1739 человек, плотность населения составляет 290 чел./км². Занимает площадь 6 км². Почтовый индекс — 81050. Телефонный код — 0823. 
Покровителем населённого пункта считается святой Симеон Богоприимец. Праздник ежегодно празднуется 2 февраля.
Другое селение Камильяно находится в муниципалитете Капаннори, близ Лукки (Тоскана).